# Sörvallen-Mellanåsen
Sörvallen-Mellanåsen är ett naturreservat i Härjedalens kommun i Jämtlands län.
Området är naturskyddat sedan 2018 och är 3 800 hektar stort. Reservatet består av myrmark och gammal skog av gran och tall.